# Frank Cadogan Cowper

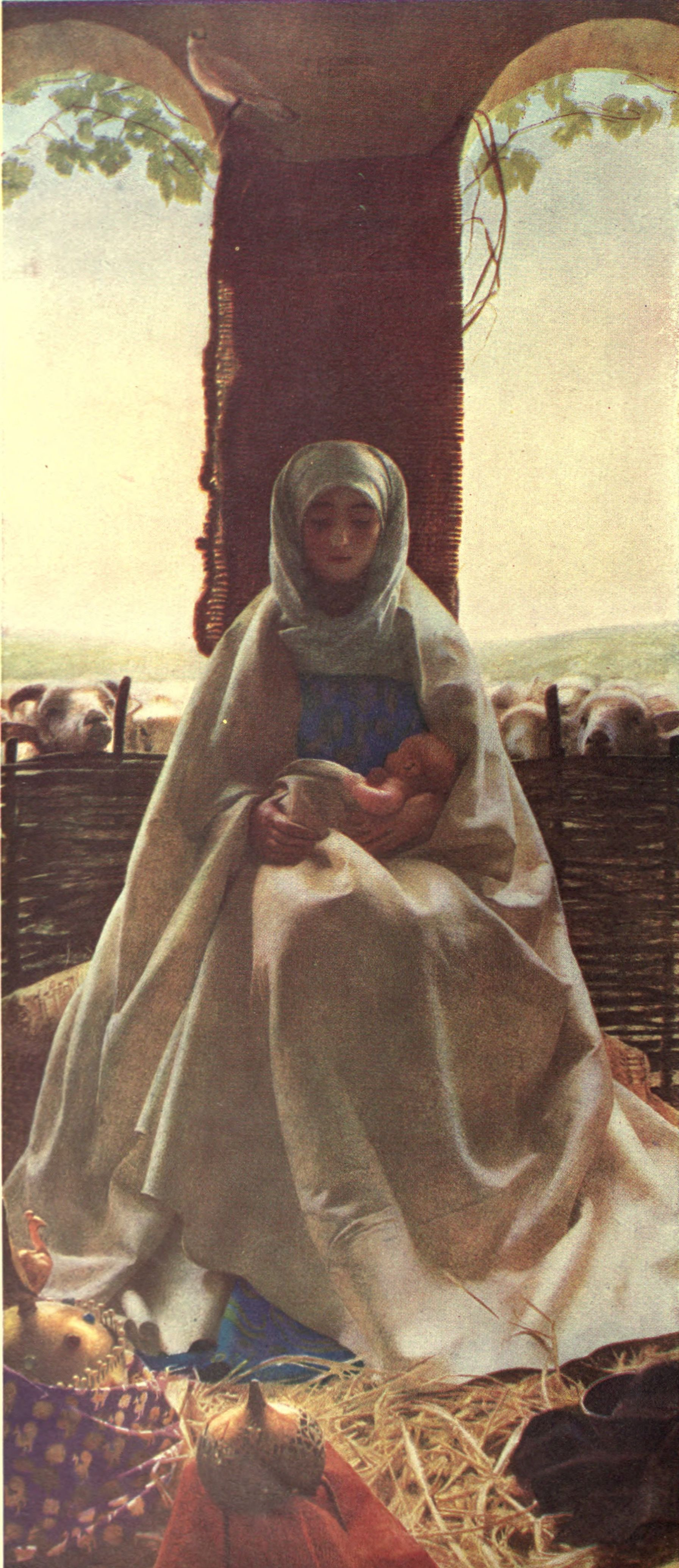
Epifania

Frank Cadogan Cowper (Wicken, 16 ottobre 1877 – 17 novembre 1958) è stato un pittore inglese, conosciuto come l'ultimo dei preraffaelliti.

## Biografia
Figlio di uno degli autori e pionieri delle crociere costiere in yacht, Frank Cowper, e nipote del rettore di Wicken, Frank Cadogan Cowper cominciò a studiare arte dal 1896 alla St John's Wood Art School e in seguito alla Royal Academy of Arts dal 1897 al 1902. Espose alla Royal Academy nel 1899, e fu apprezzato dalla critica due anni dopo alla sua An Aristocrat answering the Summons to Execution, Paris 1791 nel 1901. Nel 1902 studiò per sei mesi sotto l'insegnamento di Edwin Austin Abbey, prima di intraprendere un viaggio per l'Italia.
Lavorò sia con gli acquarelli che con la pittura ad olio, come illustratore per il libro di Sir Sidney Lee The Imperial Shakespeare. Realizzò un murale assieme a Byam Shaw, Ernest Board e Henry Arthur Payne per il palazzo del parlamento inglese nel 1910.
Quando la moda dell'arte cambiò Cowper aumentò le esposizioni di ritratti, ma continuò a realizzare quadri con temi storici ed artistici.
Si ritirò da Londra per andare nel Gloucestershire, il suo dipinto il brutto anatroccolo (The Ugly Duckling) è stato votato come il preferito dai visitatori della Cheltenham Art Gallery & Museum nel 2005.
Fu membro associato della Royal Watercolour Society dal 1904 e membro effettivo dal 1911, invece della Royal Academy fu associato dal 1907 e effettivo dal 1934.